# Oeneis hilda
Oeneis hilda är en fjärilsart som beskrevs av Conrad Quensel 1791. Oeneis hilda ingår i släktet Oeneis och familjen praktfjärilar. Inga underarter finns listade i Catalogue of Life.